# OPES Ninfea
La Opes Ninfea è stata un'auto economica che fu prodotta in pochissimi esemplari dalla ditta italiana Opes-Officine Precisione e Stampaggio di Torino nel periodo immediatamente successivo alla seconda guerra mondiale.

## Storia
La Opes Ninfea fu progettata dall’ingegner Giuseppe Milanaccio come una vettura di piccola cilindrata dalle caratteristiche molto avanzate per l’epoca.
Aveva la carrozzeria portante a due porte priva dei classici parafanghi esterni e delle pedane laterali tipiche dell'epoca e la trazione anteriore. 
La vettura, a 4/5 posti, poteva raggiungere una velocità massima di 95/100 km/h con il motore da 0,8 litri.
Fu preceduta da un modello identico ma di cilindrata leggermente inferiore (704 cc), la Opes Ninfea 700, che poteva raggiungere una velocità massima di 85 km/h mentre un modello più grande e con carrozzeria modificata più aerodinamica (la Opes 1200 del 1949) rimase allo stadio di prototipo.
La Opes chiuse nel 1950.

## Caratteristiche tecniche
Il suo motore stellare raffreddato ad aria da 0,8 litri (784 cc) era un'unità a 3 cilindri aspirata con valvole in testa che erogava una potenza di 24,5 CV (24,8 PS / 18,3 kW) a 3800 giri / min e una coppia massima di 44,6 Nm (32,9 lb.ft / 4,5 kgm) a 2200 giri/min. Il motore trasferiva la sua potenza alle ruote anteriori tramite un cambio manuale a 4 velocità.